# Substitutionslücke
Die Substitutionslücke (englisch gap in the chain of substitution) ist in der Volkswirtschaftslehre der wesentlichste Teil einer von Joan Robinson entwickelten Theorie, die davon ausgeht, dass alle Güter und Dienstleistungen in totaler Konkurrenz um die Kaufkraft der Konsumenten stehen.

## Allgemeines
Die Theorie ist als ein Konzept zur Marktabgrenzung zu verstehen, die sich an der Substitutionskonkurrenz orientiert.
Dem Konsumenten stehen nicht nur homogene Güter in ausreichender Wahl zur Verfügung, sondern die Wirtschaft befindet sich darüber hinaus im „totalen Wettbewerb“ um die gesamte Kaufkraft des Konsumenten; selbst Güter ganz verschiedener Bedarfsarten konkurrieren Wilhelm Vershofen zufolge mit jedem anderen Gut in „totaler Konkurrenz“. Davon ausgehend sind sämtliche Güter/Dienstleistungen durch eine Substitutionskette miteinander verbunden. Eine Gruppe von Anbietern kann sich in Form der Marktabgrenzung von einer anderen Anbietergruppe durch das Auftreten von Substitutionslücken abgrenzen.
Viele – aber nicht alle – Güter gelten als gegeneinander substituierbar (ersetzbar), sie heißen Substitutionsgüter. Diese lassen sich in einer Produktgruppe zusammenfassen; eine Substituierbarkeit von Gruppe zu Gruppe besteht jedoch nicht. Jede Produktgruppe wird von einer anderen Gruppe Alfred Eugen Ott zufolge durch einen Graben getrennt; dieser Graben heißt – leicht missverständlich – Substitutionslücke.

## Inhalt
Joan Robinson nahm 1933 an, dass alle Konsumgüter untereinander im vollkommenen Wettbewerb zueinander stehen, jedes Gut konkurriert mit jedem anderen um die Kaufkraft der Nachfrager. Sie bilden daher eine Kette von Substitutionsgütern, die jedoch keineswegs als ununterbrochen gelten kann, sondern durch Lücken – eben Substitutionslücken – unterbrochen ist. Diese Lücken führen zu eigenen relevanten Märkten. Substitutionslücken können sowohl auf heterogene Güter als auch auf extreme persönliche, räumliche oder zeitliche Produktdifferenzierung zurückzuführen sein. Joan Robinsons Ehegatte Edward Austin Gossage Robinson (Austin Robinson) ging 1949 davon aus, dass Palmolive-Seife ein Substitutionsgut für „Lux“ und diese für „8 x 4“ sei, so dass alle Feinseifen untereinander eine Substitutionskette (oder Produktgruppe)  bilden.
Die Theorie der Substitutionslücke dient dazu, Güter derart in einer Produktgruppe zusammenzufassen, dass von Gütern außerhalb dieser Produktgruppe „keinerlei oder nur zu vernachlässigende Einflüsse auf die Preisbildung innerhalb der Produktgruppe ausgehen können“.

## Wirtschaftliche Aspekte
Da heterogene Güter und Produktdifferenzierungen vorhanden sind, gibt es Substitutionslücken nur auf unvollkommenen Märkten. Aus der Sicht eines Verbrauchers bietet der Gütermarkt alle Güter an, die ein Verbraucher auszutauschen bereit ist. Diese Güter konkurrieren um das (begrenzte) Kaufkraftbudget der Verbraucher. Haben diese ein bestimmtes Gut erworben, so steht der Kaufpreis hierfür nicht mehr für die Anschaffung anderer Güter zur Verfügung. 
Die Substitutionselastizität als Maß für die Austauschbarkeit von Produkten oder Produktionsfaktoren ist bei Substitutionslücken von Bedeutung. Robert Triffin ging bei seinem Triffinschen Koeffizienten davon aus, dass bei einem Monopol die Substitutionselastizität „null“ sei, weil es eine Substitutionslücke zwischen der Produktgruppe des Monopolisten und allen anderen Gütern gebe. In der Preistheorie ist die Kreuzpreiselastizität die wichtigste Substitutionselastizität. Bei einer Substitutionselastizität von größer als Null ({\displaystyle >0}) und kleiner als unendlich ({\displaystyle <\infty }) stellt sich die Frage, wann eine Substitutionslücke vorliegt.
Da alle Güter gleichzeitig um das (begrenzte) Kaufkraftbudget der Nachfrager konkurrieren, spielt auch die Kreuzpreiselastizität eine Rolle. Die Grenzen des Gütermarkts werden deshalb durch eine Substitutionslücke gekennzeichnet, in der die Kreuzpreiselastizität im Verhältnis zu einem konkurrierenden anderen Gut besonders gering ist. Haben Preisänderungen des Anbieters {\displaystyle A} keinen Einfluss auf das Absatzvolumen des Anbieters {\displaystyle B}, beträgt die Kreuzpreiselastizität {\displaystyle 0}, es liegt eine Substitutionslücke vor. Ist beispielsweise die Kreuzpreiselastizität der Nachfrage zwischen Seife und Duschgel groß, so kann davon ausgegangen werden, dass sie zu einem relevanten Markt „Körperreinigung“ gehören und durch eine Substitutionslücke etwa von Scheuersand oder Waschbenzin von diesem abgegrenzt sind.